# Deutsche Botschaft Kathmandu
Die Deutsche Botschaft Kathmandu ist die diplomatische Vertretung der Bundesrepublik Deutschland in der Demokratischen Bundesrepublik Nepal.

## Lage und Gebäude
Das Kanzleigebäude der Botschaft und die Residenz der Botschafters liegen im Stadtteil Gyaneshwor im Südosten des Zentrums der nepalesischen Hauptstadt Kathmandu. Die Straßenadresse lautet: Gyaneshwor Marg, Kathmandu.
Das rund 2,5 km südlich befindliche Außenministerium ist in der Regel in wenigen Minuten zu erreichen. Auch zum gut 3 km östlich gelegenen Flughafen Kathmandu sind als Fahrtzeit rund 10 Minuten anzusetzen.
Die Gebäude der Botschaft Kathmandu wurden mit Kanzlei und Residenz des Botschafters in den Jahren 1987 bis 1991 nach einem Entwurf der damaligen Bundesbaudirektion errichtet. Für die Kunst am Bau wurde für eine Freiplastik auf der von der Residenzvorfahrt umschlossenen Mittelgrünfläche 1991 ein Wettbewerb durchgeführt, aus dem Robert Schad mit seiner Stahlskulptur „chen POH“ (Großes Tor) (später „THULO DOKA“ benannt) als Sieger hervorging.
In den 2010er Jahren wurden unter Bauleitung durch das Berliner Ingenieurbüro Rüdiger Jockwer Umbauten und Erneuerungen durchgeführt: Neubau eines Wachhauses, einer Kfz- und Personenschleuse sowie einer Garage, Umbau des bestehenden Wachhauses und Erneuerung der Toranlage und der Grundstückseinfriedung. Die Kosten dieser Maßnahmen lagen bei 1,8 Mio. Euro.

## Auftrag und Gliederung
Die Deutsche Botschaft Kathmandu hat den Auftrag, die deutsch-nepalesischen Beziehungen zu pflegen, die deutschen Interessen gegenüber der Regierung von Nepal zu vertreten und die Bundesregierung über Entwicklungen in Nepal zu unterrichten.
In der Botschaft werden die Sachgebiete Politik, Wirtschaft, Entwicklungszusammenarbeit, Kultur und Bildung bearbeitet. Das jüngste Regierungsabkommen (Juni 2021) über technische und finanzielle Zusammenarbeit hat ein Volumen von rund 34 Millionen Euro. Die Unterstützung zielt auf die Schwerpunkte Gesundheitswesen, nachhaltige wirtschaftliche Entwicklung und Energieeffizienz.
Das Referat für Rechts- und Konsularangelegenheiten der Botschaft betreut ganz Nepal als konsularischen Amtsbezirk. Es bietet alle konsularische Dienstleistungen für im Land ansässige deutsche Staatsangehörige an. Die Visastelle des Referats stellt Visa für nepalesische Staatsangehörige aus. Für konsularische Notfälle besteht täglich bis Mitternacht eine telefonische Rufbereitschaft.
Für Rechtsreferendare besteht in der Regel die Möglichkeit, an der Botschaft die Verwaltungs- oder Wahlstation abzuleisten. Ebenso bietet die Botschaft in der Regel Praktikumsplätze für Studenten höherer Semester an.

## Geschichte
Die Bundesrepublik Deutschland eröffnete am 3. November 1963 ihre Botschaft in Kathmandu.
Die DDR richtete 1971 ein Generalkonsulat in Kathmandu ein, das nach Aufnahme der diplomatischen Beziehungen am 20. Dezember 1972 in eine Botschaft umgewandelt wurde. Von 1973 bis 1975 waren die Botschafter der DDR in Neu-Delhi (Indien) gleichzeitig in Nepal akkreditiert. Bis die Botschaft mit dem Beitritt der DDR zur Bundesrepublik Deutschland im Jahr 1990 geschlossen wurde, waren ab 1975 Botschafter in Kathmandu vor Ort.